# 萨尔扎纳主教座堂

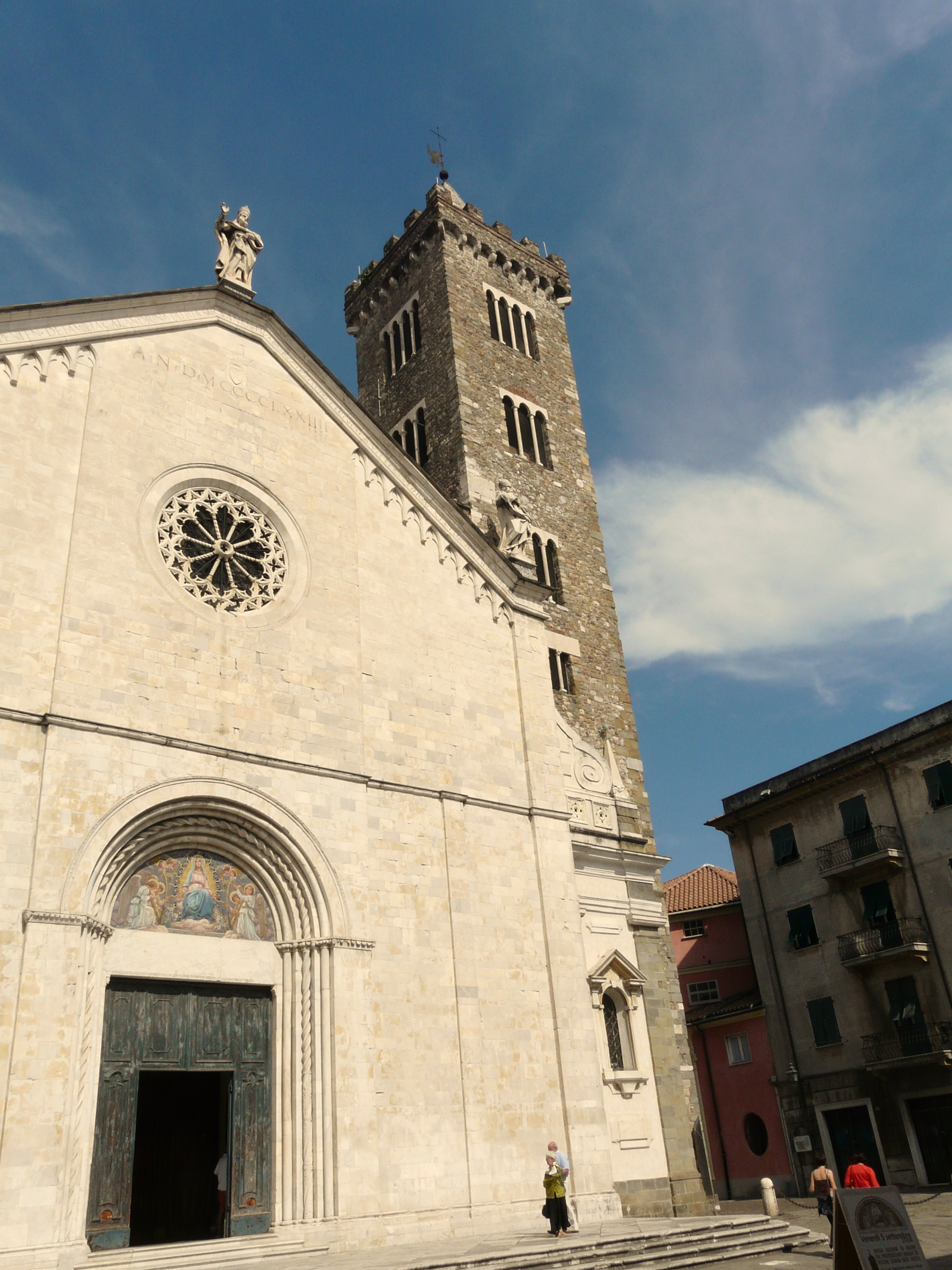
西立面与钟楼

萨尔扎纳主教座堂（義大利語：  Concattedrale di Santa Maria Assunta di Sarzana) 位于意大利利古里亚的萨尔扎纳，是拉斯佩齐亚-萨尔扎纳-布鲁尼亚托教区的副主教座堂，供奉圣母升天。该建筑建造从 13 世纪初到 15 世纪末，因此混合了罗马式和哥特式风格。
该堂拥有圣安德肋圣髑和基督宝血，还有重要的 1138 年罗马式十字架。